# Гешталт психотерапија
Гешталт психотерапија је психотерапијски правац који је заснован на феноменолошком егзистенцијализму, који се одликује холистичким схватањем човека. Она представља креативну интеграцију идеја које је заступала гешталт психологија, њених сазнања насталих проучавањем перцепције, филозофије егзистенцијализма, теорије поља Курта Левина, одређених поставки психоанализе и елемената зен-будизма.
Гешталт терапија је приступ чија се теоријска и филозофска основа базира на уверењу да ће се повећањем свесности клијената у односу на њихове проблеме истовремено повећавати и њихова снага којом могу са њом да се изборе. Свесност се односи на проблеме „овде и сада” путем личног доживљаја који обухвата сензомоторна, когнитивна и друга збивања са циљем развијања самоподршке клијента кроз његове свесне и одговорне изборе. Најпознатије технике у гешталт терапији су: игре дијалога, преузимање одговорности, игре пројекција, преокретање, понављање, указивање на очигледно, коришћење фантазије, „празна столица“ и играње улога.
Оснивач гешталт терапије, настале 1950их година, јесте Фредерик Перлс.
Сама реч „гешталт“ означава целину, конфигурацију и кохезивност и наглашава оријентацију гешталт терапије ка посматрању психичких појава као сложених целина, а не као збира елемената из којих су сачињени.
Основни метод гешталт терапије је дијалошки метод, који је заснован на буберовском Ја-Ти контакту и дијалогу између две особе, у којем постоји међусобни утицај једне особе на другу. Тај однос се одређује као стање повезаности између особа које ствара спону у њиховом међупростору.